# Грейфер

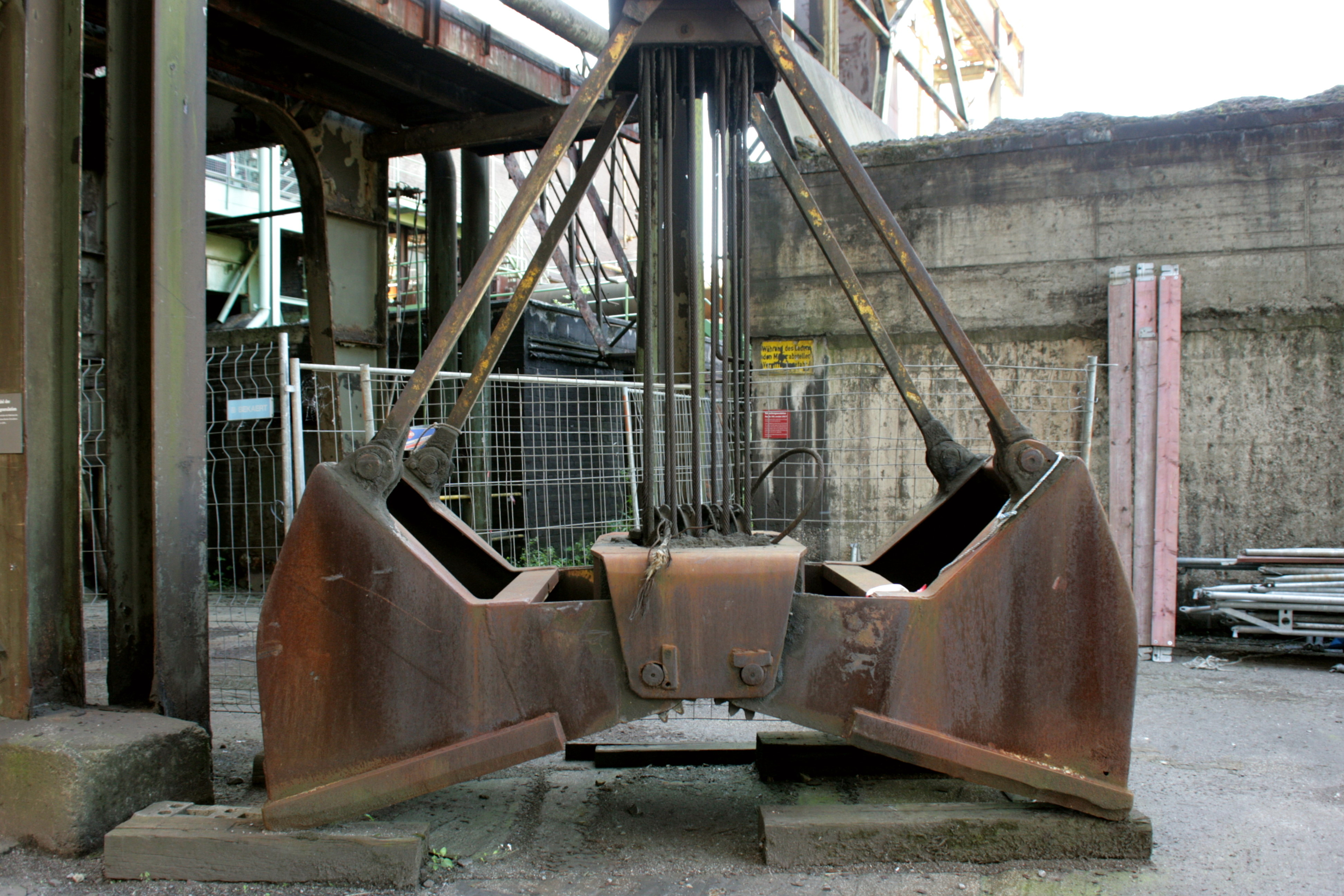
Грейфер.

Гре́йфер (нім. Greifer — «хапач») — широкозахватний пристрій, що навішується на вантажопідйомні машини й екскаватори.

## Призначення та будова

Грейфер це великий залізний черпак, причеплений до вантажопідйомного крана, що призначений для захоплювання чи зачерпування і вивантаження краном матеріалу — піску, землі, гірських порід, брухту тощо.
Грейфери також є робочим органом механічних і гідравлічних екскаваторів і застосовуються при розробці ґрунтів нижче і вище рівня його стоянки, а також деяких інших видів робіт: риття глибоких котлованів, очищення ставків і каналів.

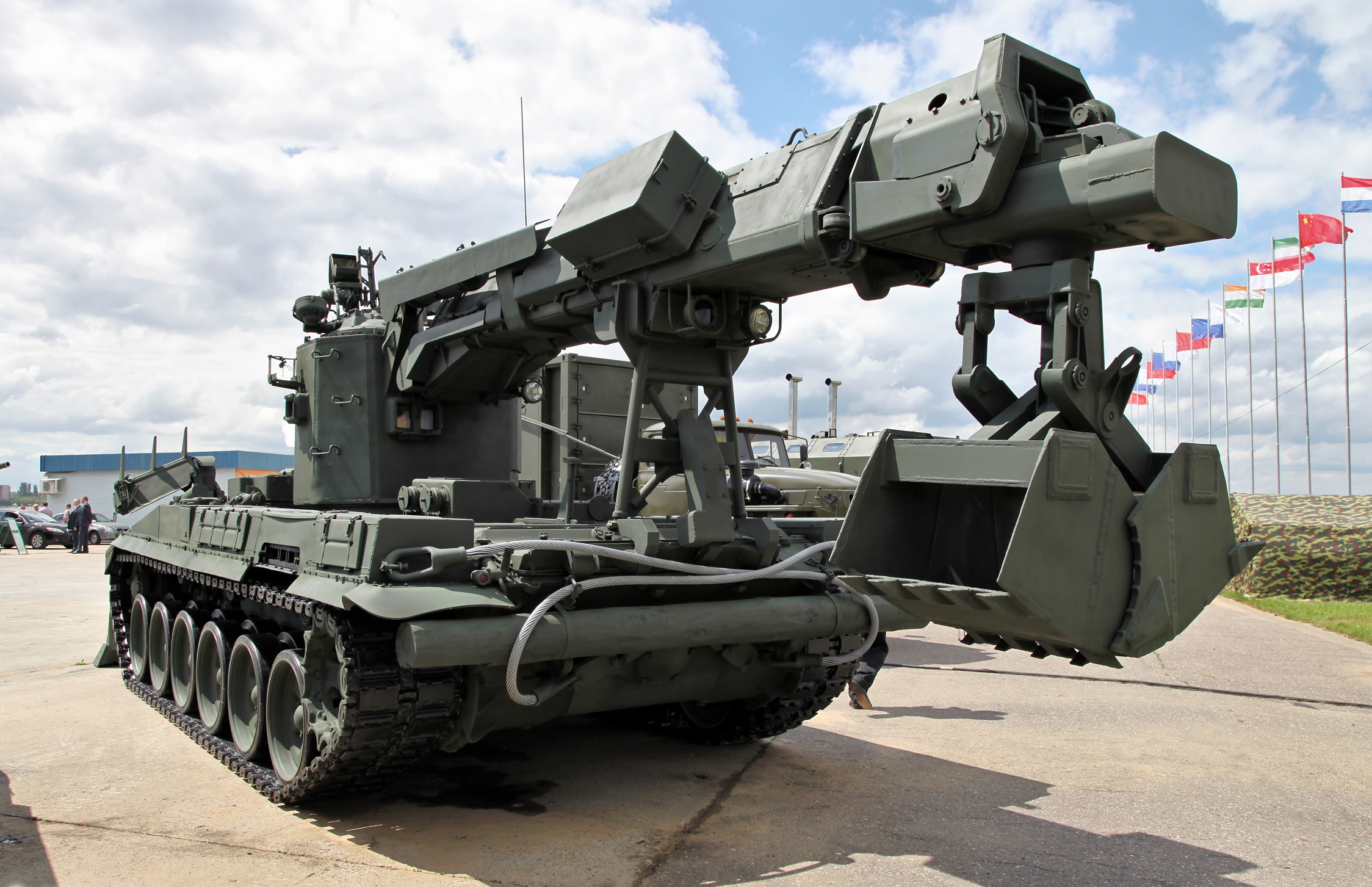
ІМР-3 з грейферним робочим органом.

Щелепи грейфера для сипучих матеріалів утворюють при змиканні замкнений ківш, а для лісоматеріалів мають вигляд кігтів.
- Грейфер-ківш призначений переважно для зачерпування та завантаження грудкових і сипучих матеріалів.
- Грейфер-захва́т застосовується при улаштуванні проходів в завалах (див. ІМР-2, ІМР-3), розбиранні навалених стовбурів дерев, бетонних конструкцій, металобрухту.
- Грейфери використовується, зокрема, при проходженні стволів (у гірничій справі), проведенні похилих виробок, породонавантажувальних роботах.

За принципом дії грейфери поділяються на три типи
- Одноканатний,
- Багатоканатний,
- Гідравлічний.

Одно- і двоканатні грейфери можна навішувати на будь-які крани, в цьому випадку кран виконуватиме функції екскаватора-навантажувача.
Одноканатний грейфер здійснює опускання і підйом вантажу.
У свою чергу, двоканатний грейфер для сипких матеріалів є більш продуктивним варіантом, оскільки окрім підйому і опускання вантажу він ще й сам його забирає, себто, один канат такого грейфера призначений для руху грейферного захва́ту, а другий канат виконує стискання і розтискання його щелеп.
Гідравлічний грейфер є робочим органом спеціальної машини. Гідравлічні грейфери є навісним обладнанням, гідравлічний насос яких не розташовується в корпусі грейфера. Працюють вони за допомогою встановлених у них гідравлічних циліндрів, які в свою чергу з'єднуються за рахунок спеціальних шлангових систем з гідравлічним насосом. Гідронасос встановлюється в техніці, на яку і підвішений грейферний захват. За допомогою гідравлічного насоса грейфер здійснює захватні дії за рахунок щелеп, що змикаються та розмикаються.
За кількістю робочих щелеп поділяються на два типи
- двощелепний,
- багатощелепний (поширені чотирьох-, п'яти-, шести-, восьмищелепні варіанти).

## Одноканатний грейфер
Одноканатний грейфер може навішуватися на гак будь-якого (не підготованого спеціально) крана за допомогою троса, який проходить через отвір в головці грейфера, огинає блок, розташований на важелі, і другим кінцем троса закріплюється на голівці грейфера, утворюючи поліспаст. Важіль шарнірно пов'язаний з правою щелепою за допомогою осі. При опусканні (фактично, скиданні у вільному падінні) грейфера в розкритому стані на матеріал із подальшим ослаблення каната важіль повертається на осі і крюком зачіпляється за палець нижньої траверси. При підійманні крюка канат стягує нижню траверсу з голівкою, внаслідок чого відбувається зближення щелеп і загрібання матеріалу всередину ковша. Випорожнення одноканатного грейфера відбувається при розщепленні гака з нижньої траверзою, що здійснюється важелем і допоміжним тросом або ослабленням підйомного каната після установки грейфера на штабель.
Переваги
- Простота конструкції,
- Швидкий монтаж на будь-яку кранову установку.
- Можна навішувати на будь-який кран.

Недоліки
- При падінні грейфера для завантаження відбувається удар щелепами об матеріал. Якщо матеріал досить щільний, відбувається деформування щелеп і вихід пристрою з ладу.
- Неможливість захоплення вантажу рухом в горизонтальній площині.
- Обмеження щодо висоти підйому, оскільки близько 2,5 метри тросу вибирається за рахунок роботи поліспаста.
- Розщеплення замка для розвантажування має виконувати помічник вручну або використовується двобарабанний крановий привід.

## Двоканатний грейфер
Двоканатний двощелепний грейфер має щелепи, шарнірно з'єднані з корпусом нижньої блокової обойми, і чотири жорстких тяги, які з'єднують щелепи з корпусом верхньої блокової обойми або головки. До голівки грейфера прикріплений підтримуючий канат (канатний поліспаст) вантажопідйомної лебідки. Канат обводиться по блокам нижньої та верхньої обойм, утворюючи замикальний поліспаст, і приєднується до другого барабану лебідки.
При ослабленні замикального каната і утримання грейфера висячим підтримуючим канатом щелепи грейфера під впливом власної ваги розкриваються і в такому стані опускаються на захоплюваний матеріал. Натягом замикального каната щелепи грейфера зближуються і захоплюють вантаж. Після повного замикання щелеп обидва канати, що навиваються на барабани одночасно і з однаковою швидкістю, піднімають закритий грейфер з захопленим вантажем.

## Поширені конструкції
- Найпоширеніші двосегментні (двощелепні) ґрейфери.
- Поширені також грейфери типу «Кактус» (Велика Британія), з 8-сегментним грейфером місткістю 0,58 м³;
- типу «Беното» (Франція) з 5-сегментним грейфером місткістю 0,6 м³;
- типу «Демаг» (ФРН) з 6-сегментним грейфером, інші.